# Huygens (cráter de Marte)
Huygens es un cráter de impacto de 410 km de diámetro ubicado en Marte en el cuadrángulo de Iapygia en las coordenadas 14.1°S, 55.4°E, en la región de Terra Sabaea, llamado así en honor a Christian Huygens (1629-1695) matemático y astrónomo holandés y físico.

## Geografía y geología
Se trata de una formación muy antigua, cuyos bordes culminan a más de 3.000 m sobre el nivel de referencia marciano, con un anillo central de la mitad de ancho y relieves reblandecidos -probable signo de sedimentación lacustre- cuyos puntos más profundos se encuentran a más de 1.000 m sobre el nivel del mar (nivel de referencia), excepto en el fondo de pequeños cráteres más recientes y con relieves muy huecos.
Los bordes del cráter Huygens muestran signos innegables de erosión fluvial, con una serie de valles, llamados Liris Valles al noreste del cráter, que indican que un lago pudo haber existido una vez en el Noachian - incluso hasta el Hesperian - dentro esta estructura.